# Бенни, Кирилл Эммануэль
Кирилл Эммануэль Бенни (1 января 1921 года, Багдад, Ирак — Мосул, Ирак — 9 декабря 1999 года) — архиепископ Мосула Сирийской католической церкви с 6 октября 1959 года по 23 июня 1996 год.

## Биография
Кирилл Эммануэль Бенни родился 1 января 1921 года в городе Багдад, Ирак. 2 июля 1944 года был рукоположён в священника.
6 октября 1959 года Святейший Синод Сирийской католической церкви избрал Кирилла Эммануэля Бенни архиепископом Мосула. 8 декабря 1959 года Кирилл Эммануэль Бенни был рукоположён в епископа.
23 июня 1996 года вышел на пенсию. Умер 9 декабря 1999 года.